# Eurolengo
Eurolengo é uma língua artificial inventada por Leslie Jones em 1972. Pretendeu-se ser uma língua europeia comum e "uma ferramenta prática para negócios e turismo". 
O vocabulário consiste em palavras emprestadas do inglês e do espanhol e feito para se conformar a um sistema fonético e ortográfico consistente. Os críticos encontram um sabor espanglês no idioma e que "a leitura só é direta se os idiomas necessários (neste caso, inglês e espanhol) já forem familiares". 
As línguas auxiliares em geral e as regionais, como o eurolengo em particular, têm recebido pouco apoio da comunidade internacional. Como resultado, o eurolengo nunca teve oradores.

## Características linguísticas
Segundo seu autor, existem apenas três páginas de regras gramaticais.

### Alfabeto
| Número     | 1 | 2 | 3  | 4 | 5 | 6 | 8 | 8 | 9 | 10 | 11 | 12 | 13 | 14 | 15 | 16 | 17 | 18 | 19 | 20 | 21 | 22 | 23 | 24 | 25 | 26 |
| ---------- | - | - | -- | - | - | - | - | - | - | -- | -- | -- | -- | -- | -- | -- | -- | -- | -- | -- | -- | -- | -- | -- | -- | -- |
| Maiúsculas | A | B | CH | D | E | F | G | H | I | J  | K  | L  | M  | N  | O  | P  | Q  | R  | S  | T  | U  | V  | C  | X  | S  | Z  |
| Minúsculas | a | b | ch | d | e | f | g | h | i | j  | k  | l  | m  | n  | o  | p  | q  | r  | s  | t  | u  | v  | C  | x  | y  | z  |
| Fonema IPA | a | b | t͡ʃ | d | e | f | g | h | i | d͡ʒ | k  | l  | m  | n  | o  | p  | kw | r  | s  | t  | u  | v  | w  | k  | j  | z  |

O alfabeto eurolengo é quase o mesmo que o alfabeto inglês, exceto que não há C (seus fonemas sendo substituídos por S ou K ), mas o dígrafo Ch é tratado como uma letra.
a=ah, b=bay, ch=chay, d=day, e=eh, f=eff, g=gay, h=ash, i=ee, j=jay, k=kay, l =ell, m=em, n=en, o=oh, p=pay, q=kw, r=air, s=ess, t=tay, u=oo, v=vee, w=wee, x=eks, y=eye, z=zed

### Verbos
Segundo seu autor, todos os verbos são regulares.

### Substantivos
Substantivos em eurolengo não têm gênero, mas um sufixo pode ser adicionado para derivar palavras especificamente femininas de suas contrapartes masculinas, como no caso de transformar kusin em kusina para indicar um primo masculino ou um primo feminino.

## Exemplo
Eurolengo é tres fasil. Le lengo habo un diksionarie de venti mil paroles. É kompletik fonetik e le difisile sonds em le lengos da Europa Ocidental é elimanado.